# Eodipseudopsis tomensis
Eodipseudopsis tomensis är en nattsländeart som beskrevs av G. Marlier 1959. Eodipseudopsis tomensis ingår i släktet Eodipseudopsis och familjen fångstnätnattsländor. Inga underarter finns listade i Catalogue of Life.